# Cour suprême de Nauru
La Cour Suprême de Nauru est la plus haute juridiction de Nauru. 

## Organisation
La Cour Suprême de Nauru a été établie par la Constitution de Nauru, dans son titre V portant sur l'organisation du pouvoir judiciaire. La Constitution fut adoptée après l'indépendance de Nauru de l'Australie le 28 janvier 1968. 
L'article 48 de la Constitution annonce que la Cour Suprême de Nauru est la plus haute juridiction du pays et qu'elle a, en plus des pouvoirs conférés par la Constitution, les pouvoirs qui lui sont dévolus par la loi. L'article 49 énonce que la Cour est dirigée par un juge en chef, et que la loi décide du nombre de juges. 

## Compétences
L'article 54 dispose que la Cour est juge de la Constitution, c'est-à-dire qu'il a la compétence d'interpréter toutes les dispositions de la Constitution. La Cour Suprême de Nauru a également une compétence de première instance mais aussi compétence en appel. L'institut d'information légale des Îles Pacifiques note que la Cour Suprême a une compétence illimité en matière civile et bien que le Courts Act de 1972 ne le précise pas, il est considéré que la Cour a également compétence en matière pénale. L'Appeal Acts de 1972 précise que la Cour Suprême entend les appels de la Cour de district en matière pénale et civile. 
Une particularité fixée par l'article 57 de la Constitution est la possibilité de faire appel d'un jugement devant la cour suprême d'un autre pays. Cette exception fut mise en œuvre par un traité de 1976 entre Nauru et l'Australie, permettant à la Haute cour d'Australie d'avoir compétence pour juger d'appels venant de la Cour Suprême de Nauru, que ce soit en matière civil ou pénale. Quelques exceptions existent, notamment les cas concernant la Constitution de Nauru qui ne peuvent faire l'objet d'un appel devant la cour australienne. Cependant, le 12 mars 2018, le gouvernement de Nauru a mis fin unilatéralement à l'accord et la possibilité de faire appel devant la juridiction australienne a donc cessé.

## Compléments

### Sources
- (en) Cet article est partiellement ou en totalité issu de l’article de Wikipédia en anglais intitulé « Supreme Court of Nauru » (voir la liste des auteurs).